# Добромерковский сельский совет
Добромерковский сельский совет (укр. Добромірківська сільська рада) — входит в состав
Збаражского района
Тернопольской области
Украины.
Административный центр сельского совета находится в 
с. Добромерка.

## История
- 1987 — дата образования.

## Населённые пункты совета
- с. Добромерка